# ヴァネッサ・レッドグレイヴ
ヴァネッサ・レッドグレイヴ（Vanessa Redgrave, DBE, 1937年1月30日 - ）は、イギリス出身の女優。これまでに、アカデミー賞、エミー賞、トニー賞、ゴールデングローブ賞などを受賞している。

## 来歴
ロンドンの現在のグリニッジ区内になるブラックヒース出身。祖父は英サイレント映画のスター ロイ・レッドグレイヴ、父親は『バルカン超特急』等で知られ後にナイトとなるマイケル・レッドグレイヴ、母親は女優 レイチェル・ケンプソンという芸能一家に生まれた。弟コリンと妹リンも俳優であったが、共に2010年に死去した。
セントラル・スクール・オブ・スピーチ・アンド・ドラマで学び、1958年の舞台デビュー以来、精力的に映画・舞台・テレビに出演した。
1966年の『モーガン』でカンヌ国際映画祭女優賞を受賞し、アカデミー主演女優賞にノミネートされた。1968年の『裸足のイサドラ』でカンヌ国際映画祭女優賞を再び受賞し、また、アカデミー主演女優賞にノミネートされた。1971年の『クイン・メリー/愛と悲しみの生涯』でアカデミー主演女優賞にノミネート。
1977年の『ジュリア』でアカデミー助演女優賞及びゴールデングローブ賞 助演女優賞を受賞した。舞台では、2003年にユージン・オニールの『夜への長い航路』でトニー賞を受賞している。
2022年、大英帝国勲章デイム。

## 私生活
反体制の闘士としても有名である。その政治的発言やデモへの参加などでもよく知られている。
1970年代には弟のコリンと共にWorkers Revolutionary Partyを立ち上げ、国会議員に立候補したこともあるが、当選はしなかった。1977年にTVドキュメンタリー『The Palestinian』を製作、またナレーションも自ら行った。
1962年に映画監督トニー・リチャードソンと結婚したが、1967年には離婚。彼との間に生まれた2人の娘、ナターシャ・リチャードソンとジョエリー・リチャードソンも俳優になった。
1967年に『キャメロット』の撮影でフランコ・ネロと出会い、1969年にネロとの間の息子カルロ・ガブリエルを生んでいる。カルロ・ガブリエルはイギリスの脚本家・映画監督で母ヴァネッサが主演し、父親違いの姉ジョエリー・リチャードソンが出演した2004年のテレビ映画『The Fever』の脚本・監督を務めている。フランコ・ネロとは2006年に正式に結婚した。
そのほか、ティモシー・ダルトン（1971年 - 1986年）、ジョージ・ハミルトン、ウォーレン・ビーティらと浮名を流した。

## 文献
- 『ヴァネッサ・レッドグレーヴ自伝』（高橋早苗訳、平凡社「20世紀メモリアル」、1994年）

## 主な出演作品
| 公開年    | 邦題 原題                                                              | 役名                          | 備考                                                           |
| --------- | ---------------------------------------------------------------------- | ----------------------------- | -------------------------------------------------------------- |
| 1966      | モーガン Morgan: A Suitable Case for Treatment                         | レオニー・デルト              | カンヌ国際映画祭 女優賞 受賞                                   |
| 1966      | わが命つきるとも A Man for All Seasons                                 | アン・ブーリン                |                                                                |
| 1966      | 欲望 Blowup                                                            | ジェーン                      |                                                                |
| 1967      | キャメロット Camelot                                                   | グィネヴィア                  |                                                                |
| 1967      | ジブラルタルの追想 The Sailor from Gibraltar                           | シェイラ                      |                                                                |
| 1968      | 遥かなる戦場 The Charge of the Light Brigade                           | クラリッサ・モリス            |                                                                |
| 1968      | 裸足のイサドラ Isadora                                                 | イサドラ・ダンカン            | カンヌ国際映画祭 女優賞 受賞                                   |
| 1969      | 怪奇な恋の物語 A Quiet Place in the Country                            | フラヴィア                    |                                                                |
| 1969      | 素晴らしき戦争 Oh! What a Lovely War                                   | シルヴィア・パンクハースト    |                                                                |
| 1971      | クイン・メリー/愛と悲しみの生涯 Mary, Queen of Scots                   | メアリー (スコットランド女王) |                                                                |
| 1971      | 肉体の悪魔 The Devils                                                  | ジャンヌ・デザンジュ僧院長    |                                                                |
| 1971      | トロイアの女 The Trojan Women                                          | アンドロマケ                  |                                                                |
| 1974      | オリエント急行殺人事件 Murder on the Orient Express                    | メアリー・デベナム            |                                                                |
| 1975      | 危険な愛の季節 Out of Season                                           | アン                          |                                                                |
| 1976      | シャーロック・ホームズの素敵な挑戦 The Seven-Per-Cent Solution         | ローラ・デヴロー              |                                                                |
| 1977      | ジュリア Julia                                                         | ジュリア                      | アカデミー助演女優賞 受賞 ゴールデングローブ賞 助演女優賞 受賞 |
| 1979      | アガサ 愛の失踪事件 Agatha                                             | アガサ・クリスティ            |                                                                |
| 1979      | ヤンクス Yanks                                                         | ヘレン                        |                                                                |
| 1979      | オーロラ殺人事件 Bear Island                                           | ヘディ                        |                                                                |
| 1980      | ファニア歌いなさい Playing for Time                                    | ファニア・フェネロン          | テレビ映画                                                     |
| 1980      | 第5の戦争 The Fifth War                                                |                               |                                                                |
| 1983      | ワーグナー/偉大なる生涯 Wagner                                         | コジマ・ワーグナー            | テレビ・ミニシリーズ                                           |
| 1984      | ボストニアン The Bostonians                                            | オリーヴ・チャンセラー        |                                                                |
| 1984      | フェアリーテール・シアター / 「白雪姫」 Fearie Tale Theatre            | 悪の女王                      | テレビ・ミニシリーズ                                           |
| 1985      | ウェザビー Wetherby                                                    | ジェーン・トラヴァーズ        |                                                                |
| 1985      | スチームバス/女たちの夢 Steaming                                       | ナンシー                      |                                                                |
| 1986      | 愛と戦いの日々 ロマノフ王朝 大帝ピョートルの生涯 Peter the Great       | ソフィア                      | テレビ・ミニシリーズ                                           |
| 1987      | プリック・アップ Prick Up Your Ears                                    | ペギー                        |                                                                |
| 1988      | わが命つきるとも A Man for All Seasons                                 | レディ・アリス・ムーア        | テレビ映画                                                     |
| 1991      | 悲しき酒場のバラード The Ballad of the Sad Cafe                        | アメリア                      |                                                                |
| 1992      | ハワーズ・エンド Howards End                                           | ルース・ウィルコックス        |                                                                |
| 1993      | 愛と精霊の家 The House of the Spirits                                  | ニベア                        |                                                                |
| 1993      | 尼僧の恋/マリアの涙 Storia di una capinera                             | シスター・アガタ              |                                                                |
| 1993      | ゼイ・ウォッチ They                                                    | フローレンス                  | テレビ映画                                                     |
| 1994      | マザーズボーイ/危険な再会 Mother's Boys                                | リディア                      |                                                                |
| 1994      | リトル・オデッサ Little Odessa                                         | イリーナ・シャピラ            | ヴェネツィア国際映画祭助演女優賞 受賞                          |
| 1995      | 湖畔のひと月 A Month by the Lake                                       | ミス・ベントレー              |                                                                |
| 1995      | 闇に抱かれて Down Came a Blackbird                                     | アンナ                        | テレビ映画                                                     |
| 1996      | ミッション:インポッシブル Mission: Impossible                          | マックス                      |                                                                |
| 1996      | リチャードを探して Looking for Richard                                 |                               | ドキュメンタリー                                               |
| 1997      | 陰謀のシナリオ Smilla's Sense of Snow                                  | エルサ                        |                                                                |
| 1997      | オスカー・ワイルド Wilde                                               | レディ・ワイルド              |                                                                |
| 1997      | ダロウェイ夫人 Mrs. Dalloway                                           | クラリッサ・ダロウェイ夫人    |                                                                |
| 1997      | ベラ・マフィア/ファミリーの女たち Bella Mafia                          |                               | テレビ映画                                                     |
| 1998      | ディープ・インパクト Deep Impact                                       | ロビン・ラーナー              |                                                                |
| 1998      | ルル・オン・ザ・ブリッジ Lulu on the Bridge                            | キャサリン・ムーア            |                                                                |
| 1999      | クレイドル・ウィル・ロック Cradle Will Rock                            | ラグランジュ伯爵夫人          |                                                                |
| 1999      | 17歳のカルテ Girl, Interrupted                                         | ソニア・ウィック              |                                                                |
| 2000      | ウーマン ラブ ウーマン If These Walls Could Talk 2                     | イーディス                    | テレビ映画                                                     |
| 2000      | ボイス・オブ・エンジェル A Rumor of Angels                             | マディ・ベネット              |                                                                |
| 2001      | プレッジ The Pledge                                                    | アナリース・ハンセン          |                                                                |
| 2001      | ビーンストーク ジャックと豆の木 Jack and the Beanstalk: The Real Story |                               | テレビ映画                                                     |
| 2002      | デブラ・ウィンガーを探して Searching for Debra Winger                  |                               | ドキュメンタリー                                               |
| 2002      | チャーチル/大英帝国の嵐 The Gathering Storm                            | クレメンティーン・チャーチル  | テレビ映画                                                     |
| 2003      | 惑星「犬」。 Good Boy!                                                 | グレート・デン                | 声の出演                                                       |
| 2004-2009 | NIP/TUCK マイアミ整形外科医 Nip/Tuck                                   | エリカ・ノートン              | テレビシリーズ、10エピソードに出演                             |
| 2005      | ロスト・キングダム/スルタンの暦 The Keeper: The Legend of Omar Khayyam | 女相続人                      |                                                                |
| 2005      | 上海の伯爵夫人 The White Countess                                      | ヴェラ・ベリンスカヤ公爵夫人  |                                                                |
| 2006      | ヴィーナス Venus                                                       | ヴァレリー                    |                                                                |
| 2007      | つぐない Atonement                                                     | ブライオニー・タリス          |                                                                |
| 2007      | 氷の素肌 ネイキッド・シンドローム Restraint                            |                               |                                                                |
| 2007      | いつか眠りにつく前に Evening                                           | アン・ロード                  |                                                                |
| 2009      | ラストデイズ・オブ・ザ・ワールド The Day of the Triffids               |                               | テレビ・ミニシリーズ                                           |
| 2010      | ジュリエットからの手紙 Letters to Juliet                               | クレア                        |                                                                |
| 2010      | ミラル Miral                                                           | ベルタ                        |                                                                |
| 2010      | トゥルース 闇の告発 The Whistleblower                                  | マデリン・リース              |                                                                |
| 2011      | 英雄の証明 Coriolanus                                                  | ヴォルムニア                  |                                                                |
| 2011      | カーズ2 Cars 2                                                         | 女王／ママ・トッポリーノ      | 声の出演                                                       |
| 2011      | もうひとりのシェイクスピア Anonymous                                   | エリザベス1世                 |                                                                |
| 2012      | アンコール!! Song for Marion                                           | マリオン                      |                                                                |
| 2013 -    | コール・ザ・ミッドワイフ - ロンドン助産婦物語 Call the Midwife         | (ナレーション)                | テレビ・シリーズ                                               |
| 2013      | 大統領の執事の涙 Lee Daniels' The Butler                               | アナベス・ウェストホール      |                                                                |
| 2014      | フォックスキャッチャー Foxcatcher                                      | ジーン・オースティン          |                                                                |
| 2016      | ローズの秘密の頁 The Secret Scription                                  | ローズ                        |                                                                |
| 2017      | リヴァプール、最後の恋 Film Stars Don't Die in Liverpool               | ジャンヌ・マクドゥーガル      |                                                                |
| 2021      | ファインディング・ユー あなたに逢えてよかった Finding You              | キャスリーン・スウィーニー    |                                                                |